# 통일주체국민회의
통일주체국민회의(統一主體國民會議)는 1972년 10월 17일 10월 유신으로 제4공화국이 출범하면서 구성된  당시헌법 최상위 헌법기관으로 정부주요정책 정당성 부여한 간접민주주의 대의기관이였다. 중요 기능은 유신헌법의 핵심인 주체적 평화통일 정책추진과 대통령과 일부국회의원 간접선출 기능을 담당했다. 1973년 8월부터 약칭은 국민회의(國民會議)로 정해졌다. 국민회의는 전국의 각 지역구에서 국민의 직접 선거로 선출된 대의원들로 구성되었는데, 통일주체국민회의 대의원들은 비공식적으로 통대, 통의라는 약칭으로 불리었다. 1980년 제5공화국헌법따라 폐지되었으며 통일관련 일부기능 및 사무와 자산.조직은 신헌법에따라 신설되는 평화통일정책자문회의 승계되었으며, 1987년헌법에따라 지금 민주평화통일자문회의로 명칭변경 및 일부 조정 있었다.

## 개요
당시 대한민국 유신헌법 제3장에 의하면 통일주체국민회의는 국가의 정상기관(頂上機關)이자 주권적 수임 기관으로서, 조국의 평화적 통일을 촉진하기 위한 국민의 총의가 모인 곳이다. 따라서 6년의 임기를 가진 이 기관의 대의원은 국민의 직접선거로 선출되며, 대통령을 선출하고 국회의원(유신정우회) 정수의 3분의 1(유신정우회 의원들의 임기는 일반 의원들의 절반인 3년이다.)을 대통령의 추천을 받아 선출하며, 국회의 헌법 개정안을 최종 의결하고 통일 정책을 심의하는 기능을 갖고 있다. 대의원 선출 방식은 지역 주민 직접 선거였다.
신민당은 제9대 대통령 선거를 앞두고 정당이 대통령 후보를 지명하고, 대의원 선거에 출마하는 대의원 후보들은 지지하는 대통령 후보를 정하고 선거를 치르게 하는 미국의 대통령 선거인 선거 방식의 통일주체국민회의 대의원 선거법 개정안을 내기도 하였으나 이루어지지 않았다.
사실상  박정희 대통령의 거수기 노릇을 하던 이 기관은 1979년 10월 26일 박정희 대통령이 암살되자 그 후임 대통령인 최규하와 전두환을 형식적으로 선출해주는 역할을 맡은 뒤, 이듬해 제5공화국 헌법 발효와 함께 대의원들의 임기가 만료되면서 해체되었다. 그 후 대통령간선제를 담당하는 기관은 대통령 선거인단으로 교체되었으며, 사무처와 인적구성 및 대통령 직속 통일 관련 기구로써의 역할은 '평화통일정책자문회의'를 거쳐 민주평화통일자문회의로 이어지고 있다.

## 연혁
- 1972년 12월 5일: 초대 통일주체국민회의 대의원 선거 - 2,359명 선출
- 1972년 12월 23일: 초대 통일주체국민회의 제1차 회의 - 제8대 대통령 박정희 선출 (투표 2,359명, 찬성 2,357표, 무효 2표 득표율 100%)
- 1978년 5월 18일: 제2대 통일주체국민회의 대의원 선거 - 2,581명 선출
- 1978년 7월 6일: 제2대 통일주체국민회의 제1차 회의 - 제9대 대통령 박정희 선출 (투표 2,578명, 찬성 2,577표, 무효 1표 득표율 100%)
- 1979년 12월 6일: 제10대 대통령 최규하 선출 (투표 2,549명, 찬성 2,465표, 무효 84표 득표율 100%)
- 1980년 8월 27일: 제11대 대통령 전두환 선출 (투표 2,525명, 찬성 2,524표, 무효 1표 득표율 100%)

## 같이 보기
- 제3공화국
- 제4공화국
- 제5공화국
- 박정희
- 최규하
- 곽상훈
- 전두환
- 장충체육관
- 대한민국 7대 대통령 선거
- 초대 통일주체국민회의 대의원 선거
- 대한민국 8대 대통령 선거
- 제2대 통일주체국민회의 대의원 선거
- 대한민국 9대 대통령 선거
- 대한민국 10대 대통령 선거
- 대한민국 11대 대통령 선거
- 유신정우회
- 간접선거제
- 비상국민회의

## 참고자료
- 김용욱 (2004년 10월 8일). 〈제14장 제4, 제5공화국의 권위주의체제: 유신체제, 5.17에서 6월 민주항쟁까지(1972~1987)〉. 《한국정치론  (조선왕조에서 대한민국까지 체제변동과정)》. 서울: 오름. ISBN 8977782171.
- 통일주체국민회의대의원선거법시행령
- 통일주체국민회의대의원선거법
- 통일 주체국민회의 대의원선거법 전문